# Heinrich Peter Engel
Heinrich Peter Engel (* 30. April 1845 in Hailer; † 15. April 1898 ebenda) war Bürgermeister und Abgeordneter des Provinziallandtages der preußischen Provinz Hessen-Nassau.

## Leben
Heinrich Peter Engel war der Sohn des Försters Karl Engel und dessen Gemahlin Katharina Schmidt und  Bürgermeister in seinem Heimatort, als er 1887 ein Mandat für den Kurhessischen Kommunallandtag erhielt und aus dessen Mitte als Abgeordneter des Provinziallandtages der Provinz Hessen-Nassau bestimmt wurde. Er blieb bis zu seinem Tode Mitglied dieser Gremien.